# Cyborg (DC Comics)
Cyborg (alter ego Victor „Vic” Stone) – fikcyjna postać (superbohater), występująca w komiksach o przygodach drużyn Teen Titans i Justice League, wydawanych przez DC Comics, a także w różnego rodzaju adaptacjach tychże komiksów. Twórcami Cyborga są scenarzysta Marv Wolfman i rysownik George Pérez, zadebiutował on w komiksie DC Comics Presents vol. 1 #26 (październik 1980). Razem z dwoma innymi nowymi postaciami stworzonymi przez Marva Wolfmana i George’a Péreza: Starfire i Raven, Cyborg stał się podstawowym członkiem nowego składu Teen Titans, którego przygody ukazywały się na łamach magazynu The New Teen Titans (będącego w dużej mierze odpowiedzią DC na popularną wówczas serię komiksów o X-Menach wydawnictwa Marvel Comics). Od jesieni 2011 roku, wraz z magazynem Justice League vol. 2 #1 (listopad 2011), postać Cyborga znalazła się wśród 14 członków nowego składu Justice League, co miało związek z restartem komiksowego uniwersum DC Comics (The New 52).
Victor Stone jest afroamerykańskim superbohaterem, będącym półczłowiekiem-półmaszyną (cyborgiem). Jego organizm uległ uszkodzeniu w wyniku tragicznego wypadku, ale został uratowany dzięki technologiom eksperymentalnym, które tworzą utrzymujący go przy życiu egzoszkielet. Jego części ciała zostały zastąpione dużym arsenałem nowoczesnych gadżetów i broni. Wydarzenie, które przyczyniło się do obdarzenia go nadludzką mocą, zaprzepaściło także jego szansę na normalne życie, w tym jego karierę sportową. Z początku był członkiem New Teen Titans, później zaś dołączył do bardziej elitarnej Justice League. Znany jest także pod pseudonimami Cyberion, Robotman, Technis, Cyborg 2.0, Omegadrome i Sparky.
Postać Cyborga występowała również w serialach aktorskich, animacjach seryjnych i pełnometrażowych oraz grach komputerowych osadzonych w uniwersum komiksów DC Comics. Gościł w takich animacjach jak The Super Powers Team: Galactic Guardians czy też Młodzi Tytani (Teen Titans) i niektórych filmach animowanych wydawanych bezpośrednio na DVD czy Blu-ray. Tragicznie zmarły w 2013 roku amerykański aktor Lee Thompson Young wcielił się w postać Cyborga w serialu telewizyjnym Tajemnice Smallville (Smallville). Pierwszy raz na dużym ekranie pojawił się w sequelu do Człowieka ze Stali pod tytułem Batman v Superman: Świt sprawiedliwości (Batman v Superman: Dawn of Justice), a w jego role wcielił się aktor Ray Fisher.

## Opis postaci
Rodzice Victora Stone’a byli genialnymi naukowcami, którzy chcieli niczego więcej niż, by ich syn poszedł w ich ślady, jednakże Victor marzył o karierze sportowca. Życie chłopaka diametralnie się zmieniło w dniu, kiedy przez przypadek podczas przeprowadzanego eksperymentu, jego matka nieumyślnie otworzyła międzywymiarowy portal, z którego wydostał się potwór. Przybysz z innego wymiaru szybko zabił matkę Victora, a jego samego ciężko ranił. Chcąc ratować syna, jego ojciec o imieniu Silas, przewiózł go do swojego laboratorium, gdzie wszczepił w jego organizm zrobotyzowane protezy narządów, oraz wszczepił do jego kręgosłupa skomputeryzowany sztuczny układ nerwowy. Kiedy stan zdrowia chłopaka się ustabilizował, jego ojciec zastąpił jego uszkodzone kończyny protezami z eksperymentalnego stopu molybdenum, którymi pokrył również część jego twarzy.
Victor nie pogodził się ze swoim nowym wyglądem, przez co zaczął stronić od reszty społeczeństwa. Dopiero, kiedy jego ścieżki skrzyżowały się ze sformowaną od nowa drużyną nastoletnich pomocników członków Justice League – Teen Titans, znalazł cel w swoim życiu i przyjaciół, którzy zaakceptowali go takim, jakim był. Szczególnie zaprzyjaźnił się ze zmiennokształtnym Changelingiem.
Już jako Cyborg odbył razem z drużyną Tytanów wiele przygód, m.in. został uprowadzony przez kosmiczną sztuczną inteligencję zwaną Technis, co doprowadziło do odnowienia się jego człowieczeństwa. Zdając sobie sprawę z tego, iż nie mógł już istnieć z dala od tego komputerowego bytu, Victor zgodził się z nim zasymilować. Odtąd jako Cyberion, Victor zaczął porywać każdego bohatera powiązanego z Tytanami. Na szczęście Changeling i reszta jego przyjaciół zdołała sprawić, by Vic na powrót stał się sobą. Uwolnił bohaterów i znów zaczął używać pseudonimu Cyborg. Później przetrwał kolejne fizyczne zmiany, kiedy napotkał Thinkera, swojego długoletniego wroga, który odrodził się w nim, przyjmując formę robota.

## Moce i umiejętności
Cyborg posiada cybernetyczne ulepszenia, na które składa się opancerzony egzoszkielet ze stopu molybdenum. Daje on mu nadludzką siłę, szybkość i wysoką odporność. Wyposażony jest również w różnego rodzaju czujniki optyczne w tym: termowizor, czujnik ruchu i inne, a także posiada działko soniczne i inne uzbrojenie. Potrafi także latać za sprawą wmontowanego mu napędowi odrzutowemu. Dzięki możliwości podłączenia interfejsu do każdego urządzenia elektronicznego, zdolny jest je kontrolować.

## Wersje alternatywne
Cyborg pojawił się w niektórych komiksach z serii Elseworlds oraz innych niekanonicznych historiach, która przedstawiają znanych bohaterów uniwersum DC w zupełnie innych realiach i czasach, m.in.:
- W Przyjdź Królestwo (Kingdom Come) autorstwa Marka Waida i Alexa Rossa, Victor Stone porzucił pseudonim Cyborg i stał się Robotmanem. Jego organizm składał się z płynnego metalu. Zginął wraz z innymi superbohaterami w eksplozji nuklearnej.
- W historii komiksowej zatytułowanej Titans Tomorrow (wydanej oryginalnie w magazynie Teen Titans vol. 3 #17-19), która rozgrywa się w alternatywnej przyszłości, Victor Stone funkcjonuje jako Cyborg 2.0. Ulepszona wersja dawnego Cyborga, dowodzi wspólnie z Bumblebee drużyna Titans East, będącej w opozycji do Titans Tomorrow. Później wyruszył w przeszłość wraz z Luthorem innymi członkami Tytanów

## W innych mediach

### Seriale i filmy animowane

#### Tajemnice Smallville
W serialu telewizyjnym Tajemnice Smallville (Smallville) emitowanym w latach 2001-2011, w rolę Victora Stone’a wcielił się Lee Thompson Young. Zadebiutował w odcinku Cyborg piątego sezonu. W przeciwieństwie do komiksowego oryginału, serialowy Vic Stone nie posiadał egzoszkieletu, lecz miał wmontowany w organizm cybernetyczny endoszkielet.
Victor był zawodnikiem drużyny futbolowej Metropolis High School. W wyniku wypadku samochodowego zginęła jego rodzina, a on sam odniósł ciężkie obrażenia ciała. Naukowcy z SynTechnics z doktorem Alistairem Kreigiem (Mackenzie Gray) na czele, potajemnie zastępują jego szkielet cybernetycznym endoszkieletem. Był jednym z kilku osób poddanych eksperymentom, jednak jako jedynemu udało się je przeżyć. Dzięki pomocy jednego z naukowców udało mu się uciec. Wówczas poznał Clarka Kenta (Tom Welling), który ocalił chłopaka przed schwytaniem przez ludzi z należącego teraz do firmy Lexa Luthora (Michael Rosenbaum) SynTechnics. Rok po swojej ucieczce i zerwaniu ze swoją dziewczyną o imieniu Katherine (Christie Laing), zdruzgotany Victor żył na ulicy. Wsparcie otrzymał dopiero ze strony Olivera Queena (Justin Hartley). Za sprawą technologii pochodzącej z firmy milionera, zostały udoskonalone cybernetyczne możliwości Victora i  wyposażono go m.in. w zdolność hackowania komputerów i zabezpieczeń. W odcinku 11 szóstego sezonu (Justice), Victor został członkiem sformowanej przez Olivera drużyny superbohaterów, będącej zalążkiem Justice League. Pierwszym celem drużyny było zmierzenie się z Lexem i owocami jego eksperymentów. Wówczas pierwszy raz został użyty pseudonim Victora – Cyborg. Później Cyborg pojawiał się w sezonach ósmym, dziewiątym i dziesiątym jako członek Justice League.

#### DC Extended Universe
Pod koniec kwietnia 2014 ogłoszono obsadzenie w roli Cyborga amerykańskiego aktora teatralnego Raya Fishera. Ma on wystąpić w filmie Batman v Superman: Świt sprawiedliwości (Batman v Superman: Dawn of Justice) w reżyserii Zacka Snydera, którego premiera planowana jest na 2016 (pierwotnie premiera miała odbyć się w 2015). Ray Fisher wystąpi u boku innych odtwórców członków Justice League: Henry’ego Cavilla, który powróci do roli Supermana, Bena Afflecka, który wcieli się w postać Batmana, Gal Gadot, która wcieli się w postać Wonder Woman, a także Jesse’ego Eisenberga, który zagra złoczyńcę – Lexa Luthora, oraz Jeremy’ego Ironsa, który wcieli się w postać Alfreda Pennywortha.
Grana przez Fishera postać ma powrócić w filmie Justice League Part One, również w reżyserii Zacka Snydera. Postać Cyborga ma także otrzymać własny film kinowy, którego premiera zapowiedziana jest na 3 kwietnia 2020 roku.

### Seriale i filmy animowane

#### Wczesne animacje
- W serialu animowanym The Super Powers Team: Galactic Guardians (będącym ostatnim sezonem Super Friends), głosu Cyborgowi użyczył Ernie Hudson[9].

#### Teen Titans
W serialu animowanym Młodzi Tytani (Teen Titans) z lat 2003–2006 oraz pełnometrażowym filmie animowanym Młodzi Tytani: Problem w Tokio (Teen Titans: Trouble in Tokyo), pojawia się młodsza wersja Cyborga, która jest w dużej mierze podobna do komiksowego pierwowzoru. Podobnie jak w przypadku większości bohaterów w tym serialu jego pełne nazwisko nie zostaje ujawnione. Jest wyposażony w szereg mechanicznych usprawnień, dzięki których jest np. najsilniejszym członkiem zespołu. Jego główną bronią jest działko soniczne mieszczące się w jego przedramieniu. Jest znakomitym mechanikiem, dlatego też odpowiada za sprawy techniczne. Sam skonstruował pojazd Tytanów – T-ercedes (w wersji oryginalnej T-Car). Jako jedyny z członków Tytanów kilkukrotnie odchodził z drużyny. Charakter ma podobny do Robina, lecz jest mniej poważny. Jego najlepszym przyjacielem jest Bestia. Bardzo lubi gry wideo, w których zwykle towarzyszy mu Robin lub Bestia. Wiek Cyborga nie został określony w serialu, aczkolwiek w odcinku Misja z przechwytem (Deception) trzeciego sezonu jest wspomniane, że Cyborg nie zdążył ukończyć liceum. Jako najstarszy z drużyny Tytanów ma typowe problemy z wchodzeniem w dorosłość, przez co czasem zachowuje się w sposób niedojrzały kłócąc się o byle co, szczególnie z Robinem. W odcinku Cyborg Barbarzyńca (Cyborg The Barbarian) czwartego sezonu, Cyborg został cofnięty w czasie do roku 3000 p.n.e., gdzie zakochał się w przedstawicielce antycznego ludu o imieniu Sarasim, jednak ich związek zakończył się kiedy Cyborg wrócił do swoich czasów. W drugiej części trzyodcinkowej sagi czwartego sezonu pod tytułem Koniec (The End), kiedy spełnia się mroczne proroctwo końca świata i gdy demoniczny ojciec Raven – Trygon zstąpił na Ziemię, Tytanom przyszło zmierzyć się ze mrocznymi sobowtórami. W jednej ze scen walki Cyborga ze swoim sobowtórem, zostaje ujawnione, że jego rodzice nie żyją. W wersji angielskiej głosu użyczył mu Khary Payton, natomiast w polskiej wersji aktor Krzysztof Banaszyk.

#### Teen Titans Go!
- W serialu animowanym Młodzi Tytani: Akcja! (Teen Titans Go!), będącym komediowym spin-offem poprzedniego serialu, Cyborg powraca jako podstawowy członek drużyny.  Ponownie głosu bohaterowi użyczył Khary Payton, a w polskiej wersji językowej Krzysztof Banaszyk.

#### DC Universe Animated Original Movies
- W filmie animowanym Liga Sprawiedliwych: Zagłada (Justice League: Doom) z 2012, na podstawie historii JLA: Tower of Babel, głosu Cyborgowi użyczył Bumper Robinson.
- W filmie animowanym Justice League: The Flashpoint Paradox z 2013, będącym adaptacją historii Flashpoint, głosu Cyborgowi użyczył aktor Michael B. Jordan.
- W filmie animowanym Justice League: War z 2014 na podstawie historii Justice League: Origin, głosu Cyborgowi użyczył aktor Shemar Moore.

#### Lego Batman – film pełnometrażowy. Moc superbohaterów D.C.
W filmie animowanym Lego Batman - film pełnometrażowy. Moc superbohaterów D.C. (Lego Batman: The Movie – DC Superheroes Unite) głosu Cyborgowi użyczył Brian Bloom.

#### JLA Adventures: Trapped In Time
W filmie animowanym JLA Adventures: Trapped In Time z 2014, Cyborg pojawia się jako jeden z wielu członków Justice League. Głosu postaci użyczył Avery Waddell.

### Gry komputerowe
Cyborg pojawił się w następujących grach komputerowych:
- W Teen Titans z 2005 roku na platformy: PlayStation 2, GameCube, Xbox, Game Boy Advance
- W DC Universe Online z 2011 roku na platformy: PlayStation 3 i Microsoft Windows.
- W Lego Batman 2: DC Super Heros z 2012 roku na platformy: PlayStation 3, PlayStation Vita, Wii, Xbox 360, Nintendo DS i Microsoft Windows.
- W Injustice: Gods Among Us z 2013 roku na platformy: PlayStation 3, Xbox 360, Wii U i Microsoft Windows.
- W Infinite Crisis z 2014 roku na platformę: Microsoft Windows.
- W Lego Batman 3: Poza Gotham z 2014 roku na platformy: PlayStation 4, Xbox One, PlayStation 3, Xbox 360, WiiU, PlayStation Vita, Nintendo 3DS, iOS i Microsoft Windows